# Richard Harry
Richard Lewis Lloyd Harry (Sydney, 30 novembre 1967) è un ex rugbista a 15 australiano, pilone degli Waratahs e campione del mondo nel 1999 con gli Wallabies.

## Biografia
Nativo di Sydney ma studente a Melbourne, Harry iniziò l'attività di rugby di club nell'Eastwood, squadra della sua città natale afferente alla selezione del Nuovo Galles del Sud; in tale formazione provinciale fu chiamato a giocare dopo la trasformazione da terza a pilone, nel 1995.
Già militante nelle selezioni minori della federazione australiana, fu chiamato anche in Nazionale maggiore in occasione della Coppa del Mondo di rugby 1995 in Sudafrica, tuttavia non venendo mai utilizzato; fu l'anno successivo, passato professionista e ingaggiato dalla franchise territoriale degli Waratahs, che debuttò a livello internazionale, in un test match a Brisbane contro il Galles.
Presente anche alla Coppa del Mondo di rugby 1999 nel Regno Unito, fu schierato in cinque incontri del torneo che l'Australia vinse laureandosi campione del mondo; un anno più tardi, nel corso del Tri Nations 2000 che l'Australia vinse, Harry annunciò il suo ritiro dalle competizioni al termine di tale torneo, per dedicarsi alla carriera dirigenziale nell'ambito della contrattazione fiduciaria.
La sua ultima apparizione in assoluto fu a dicembre 2000, invitato dai Barbarians per un match contro il Sudafrica.

## Palmarès
- Coppe del mondo: 1
Australia: 1999